# 大榮橋
大榮橋位於重慶市榮昌縣路孔鎮上碼頭，文物遺址年代為清代，2009年12月15日列為第二批重慶市文物保護單位。